# Temporada 1985-86 de los Golden State Warriors
La temporada 1985-86 fue la cuadragésima de los Warriors en la NBA, la vigésimo cuarta en el Área de la Bahía de San Francisco, a donde llegaron procedentes de Filadelfia, y la decimoquinta en la ciudad de Oakland con la denominación de Golden State Warriors. La temporada regular acabó con 30 victorias y 52 derrotas, acabando en la duodécima y última posición de la Conferencia Oeste, no logrando clasificarse para los playoffs.

## Elecciones en elDraft
| Ronda | Puesto | Jugador        | Posición  | Nacionalidad   | Universidad |
| ----- | ------ | -------------- | --------- | -------------- | ----------- |
| 1     | 7      | Chris Mullin   | Escolta   | Estados Unidos | St. John's  |
| 2     | 42     | Bobby Lee Hurt | Ala-Pívot | Estados Unidos | Alabama     |
| 3     | 49     | Brad Wright    | Ala-Pívot | Estados Unidos | UCLA        |

## Temporada regular
| División Pacífico        | División Pacífico | División Pacífico | División Pacífico | División Pacífico | División Pacífico | División Pacífico | División Pacífico | División Pacífico |
| Equipo                   | G                 | P                 | %                 | PD                | Casa              | Fuera             | Div               |                   |
| ------------------------ | ----------------- | ----------------- | ----------------- | ----------------- | ----------------- | ----------------- | ----------------- | ----------------- |
| y-Los Angeles Lakers     | 62                | 20                | .756              | –                 | 35–6              | 27–14             | 23–7              |                   |
| x-Portland Trail Blazers | 40                | 42                | .488              | 22                | 27–14             | 13–28             | 18–12             |                   |
| Phoenix Suns             | 32                | 50                | .390              | 30                | 23–18             | 9–32              | 16–14             |                   |
| Los Angeles Clippers     | 32                | 50                | .390              | 30                | 22–19             | 10–31             | 10–20             |                   |
| Seattle SuperSonics      | 31                | 51                | .378              | 31                | 24–17             | 7–34              | 11–19             |                   |
| Golden State Warriors    | 30                | 52                | .366              | 32                | 24–17             | 6–35              | 12–18             |                   |

## Estadísticas
| Rk | Jugador           | Edad | P  | PT | MP   | TC  | TCI  | %TC  | T3  | T3I | %T3  | TL  | TLI | %TL  | RO  | RD  | RT   | AS  | RB  | TAP | BP  | FP  | PTS  |
| -- | ----------------- | ---- | -- | -- | ---- | --- | ---- | ---- | --- | --- | ---- | --- | --- | ---- | --- | --- | ---- | --- | --- | --- | --- | --- | ---- |
| 1  | Purvis Short      | 28   | 64 | 63 | 37.9 | 9.9 | 20.5 | .482 | 0.2 | 0.8 | .306 | 5.5 | 6.3 | .865 | 2.0 | 3.2 | 5.1  | 3.7 | 1.4 | 0.3 | 2.9 | 3.6 | 25.5 |
| 2  | Joe Barry Carroll | 27   | 79 | 79 | 35.5 | 8.2 | 17.8 | .463 | 0.0 | 0.0 | .000 | 4.8 | 6.3 | .752 | 2.4 | 6.0 | 8.5  | 2.2 | 1.3 | 1.8 | 3.5 | 3.5 | 21.2 |
| 3  | Sleepy Floyd      | 25   | 82 | 82 | 33.7 | 6.2 | 12.3 | .506 | 0.5 | 1.5 | .328 | 4.3 | 5.4 | .796 | 0.9 | 2.7 | 3.6  | 9.1 | 1.9 | 0.2 | 3.5 | 2.4 | 17.2 |
| 4  | Larry Smith       | 28   | 77 | 74 | 31.7 | 4.1 | 7.6  | .536 | 0.0 | 0.0 | .000 | 1.5 | 2.9 | .493 | 5.0 | 6.1 | 11.1 | 1.2 | 0.8 | 0.6 | 1.8 | 3.7 | 9.6  |
| 5  | Terry Teagle      | 25   | 82 | 52 | 26.3 | 5.8 | 11.7 | .496 | 0.0 | 0.3 | .160 | 2.6 | 3.2 | .796 | 1.2 | 1.7 | 2.9  | 1.4 | 0.9 | 0.4 | 1.7 | 2.9 | 14.2 |
| 6  | Chris Mullin      | 22   | 55 | 30 | 25.3 | 5.2 | 11.3 | .463 | 0.1 | 0.5 | .185 | 3.4 | 3.8 | .896 | 0.8 | 1.3 | 2.1  | 1.9 | 1.3 | 0.4 | 1.4 | 2.4 | 14.0 |
| 7  | Greg Ballard      | 31   | 75 | 14 | 23.9 | 3.6 | 7.6  | .477 | 0.2 | 0.5 | .486 | 1.3 | 1.7 | .802 | 1.8 | 3.8 | 5.6  | 1.1 | 0.9 | 0.1 | 0.7 | 2.3 | 8.8  |
| 8  | Geoff Huston      | 28   | 82 | 0  | 14.7 | 1.7 | 3.3  | .513 | 0.0 | 0.1 | .333 | 0.8 | 1.1 | .685 | 0.1 | 0.7 | 0.8  | 4.2 | 0.5 | 0.0 | 1.0 | 0.8 | 4.2  |
| 9  | Jerome Whitehead  | 29   | 81 | 3  | 13.3 | 1.6 | 3.6  | .429 | 0.0 | 0.0 |      | 0.7 | 1.2 | .619 | 1.2 | 2.9 | 4.0  | 0.2 | 0.2 | 0.2 | 0.8 | 2.2 | 3.9  |
| 10 | Peter Thibeaux    | 24   | 42 | 8  | 12.6 | 2.4 | 5.5  | .429 | 0.0 | 0.1 | .400 | 0.7 | 1.1 | .604 | 0.7 | 1.1 | 1.8  | 0.7 | 0.5 | 0.4 | 0.9 | 2.0 | 5.5  |
| 11 | Pete Verhoeven    | 26   | 61 | 5  | 12.3 | 1.5 | 2.7  | .539 | 0.0 | 0.0 | .500 | 0.4 | 0.7 | .581 | 1.1 | 1.6 | 2.6  | 0.5 | 0.5 | 0.3 | 0.5 | 2.3 | 3.4  |
| 12 | Lester Conner     | 26   | 36 | 0  | 11.5 | 1.4 | 3.8  | .375 | 0.1 | 0.2 | .286 | 1.1 | 1.5 | .741 | 0.7 | 1.0 | 1.7  | 1.2 | 0.7 | 0.0 | 0.4 | 0.6 | 4.0  |
| 13 | Guy Williams      | 25   | 5  | 0  | 5.0  | 0.4 | 1.0  | .400 | 0.0 | 0.0 |      | 0.6 | 1.2 | .500 | 0.0 | 1.2 | 1.2  | 0.0 | 0.2 | 0.4 | 0.0 | 1.4 | 1.4  |
| 14 | Ron Crevier       | 27   | 1  | 0  | 1.0  | 0.0 | 1.0  | .000 | 0.0 | 0.0 |      | 0.0 | 0.0 |      | 0.0 | 0.0 | 0.0  | 0.0 | 0.0 | 0.0 | 0.0 | 0.0 | 0.0  |